# 神样DOLLS
《神样DOLLS》是山村哉創作的的日本漫画作品。于小学馆发行的《月刊Sunday GENE-X》2007年1月号上开始连载。單行本全12卷。中文版由青文出版社代理出版。
2011年7月至9月首播全13集電視動畫。

## 故事
离开闭锁的故乡，匡平只身一人来到东京上大学。某天，匡平的妹妹诗绪来到匡平家。她拥有「隻」的资格，可以操纵在家乡中如神般的存在、名为「案山子」的人偶。诗绪告诉匡平，过去在村中引发惨剧的儿时玩伴阿几，为了找到匡平而逃出村子。阿几跟诗绪一样拥有「隻」的资格，在这时操纵着「案山子」袭击了匡平。
如今，众神之战一触即发。

## 登場人物

### 主要人物
枸雅匡平（聲：岡本信彦）
本作品的主角。擁有隨意奪取「案山子」操縱權的能力。因为讨厌时间像是停止不动的故乡空守村，一从高中毕业就到东京生活的大学生。在N大学上学。
一向都是过着平凡的生活，可是，打算向日日乃告白的那天，发现了被斩杀的尸体。而且，本应留在村中的妹妹来到他那里，平稳的生活随即宣告终结。
房间在被阿几袭击时受到破坏，由于日日乃的父亲也是空守村出身，便跟诗绪一起在日日乃家住下。真昼动乱事件中为保护日日乃得以再次操纵玖吼理，并成功击退了复活的天照素，同时赢得了日日乃的芳心。为了挽救被天照素吞噬的桐生与村中神社发生冲突， 被捕囚禁后逃出再次向村中神社请求挽救桐生后，用自身某能力得到迦丧建角的操纵权，现正与日日乃一起前往天照素所在处。天照素重伤逃走后与阿几融合，并寻找匡平决战，匡平放弃使用玖吼理，孤身前去面对阿几。
和平主义者，多少有点不喑世事。有好好尽到做哥哥的责任。以前是玖吼理的隻，因为某件事而放棄了资格。
枸雅詩緒（聲：福圓美里）
匡平的妹妹，本作品的女主角之一。操纵形状像是生了手臂的蘑菇一般的案山子·玖吼理。
为了追捕逃亡的阿几而来到了东京。虽然成功完成任务，可是仍以修行为由留下来了。
好像拥有很强的潜能，然而对隻来说还是半吊子，承受不了什么压力。而且，性格直率，很容易就气昏了头。
非常喜欢哥哥，跟日日乃也很要好。真昼动乱后为营救桐生从匡平手中再次接过了玖吼理的操纵权，加入讨伐天照素的战斗。
史場日日乃（聲：茅野愛衣）
匡平所中意的同一学系的女学生。本作品的女主角之一。巨乳。對匡平有好感
自小就跟父亲相依为命，故此母性很强。另外，对异常的事件并不会感到害怕。父亲经营着一间叫「Medtner」的咖啡厅。
虽然父亲是空守村出身，不过日日乃自己对村里的传统完全不清楚，直到跟匡平同居的时候才首次知道案山子与隻的存在。
后来得知了匡平的过去，朝夕相处中对匡平产生了微妙的好感，真昼动乱事件后与匡平一吻定情，为了与匡平营救桐生遭到村子的追捕，虽然逃脱但是意外滑下了山坡，受伤程度不明，被随后赶来的久羽子发现。为救出匡平得到了匡平父亲的协助与久羽子一起潜入神社后，与逃出后的匡平汇合，现正与匡平一起前往天照素所在处。
枸雅阿幾（聲：木村良平）
匡平的儿时玩伴。操纵以两把巨大的镰刀当武器的案山子·暗密刀。有着令人怜惜的过去。
过去由于引发了某起事件而被剥夺了隻的资格，长年监禁在牢房里，不过最近得知匡平离开了村子，便逃走出来，为了追上匡平而来到东京。
对匡平持有的「力量」很执着，不断出现在他面前进行挑衅，是个危险的男子。目的是把空手村的树木（案山子的材料）烧毁。
偶然从流氓手中救了流浪的日向真昼，与其一起回到村中，现出现在杣木霭子面前，说是有事相求。
于漫画71话，与匡平互诉彼此仇视的缘由：两人都认为对方抛弃了自己，因而因爱生恨......而后暗密刀与玖吼理同归于尽。站立着的匡平要与阿几一起重回地牢终生为伴，并希望他活下去
漫画72话。阿几被刺杀，身亡。去祭奠他的匡平向他道歉并泪流满面，并第一次说出：他，是我的第一个朋友.

### 空守村的村民

#### 日向家
日向勾司朗（聲：村瀨克輝）
日向家派出来追捕阿几的男子。操纵能够瞬间移动的案山子·宇轮砲。
戴眼镜，下唇有穿唇环。看上去很凶狠，不过也富有常识。在众多“隻”裡是大哥一样的存在，希望日向家与枸雅家能够和睦相处。现在兼当桐生的监护人。老婆迷，妻子叫「小季」。在日向家被认为是拥有未来首领的实力，後來为了保护桐生而受伤，现已好转加入营救行动。
日向桐生（聲：小林由美子）
诗绪的双胞胎弟弟。一直以来都被秘密藏在日向家里头的仓库养育成人。一出生就被日向家收养，其实是为了偿还日向当家替枸雅当家掩盖一桩丑闻而欠下的人情债。
操纵可以放电的案山子·武未祸槌。由于成长的环境导致性格有些扭曲，不过本性跟诗绪一样单纯，也很冲动。幼年阴暗封闭的成长环境形成了孤独暴戾的个性，被日向当家当成任意驱使的道具。其实内心极其渴望家人的关怀，在住进勾司朗家后被其感染，与诗绪和匡平的关系逐渐改善，本来为了追捕阿几而与勾司郎、霭子到东京，但是日向当家为了驱动天照素而把桐生当作了能量源，被日向当家的话所刺激产生强大的拒绝和恐惧心，使天照素發生了巨大的变化。
日向真昼（聲：花澤香菜）
日向家的女孩。虽然外表可爱，可是性格非常过激。操纵能够用特殊的绳索制造结界阻挡精神波，使身处其中的案山子无法行动的祸津妃。
以前跟阿几、匡平一同卷入某起事件时，被匡平救了一命，从此就迷上了他，称呼其为匡平大人。为了和匡平在一起只身来到东京，受阿几煽动对日日乃心生嫉妒，引发了动乱致使祸津妃暴走，被匡平用玖吼理破坏，失去了祸津妃。被阿几所救并一起回到了村子，见到了勾司朗。得到因失去只而停留在作坊的武未祸槌的操纵权，现加入了营救桐生行动。
日向曉
真昼的哥哥。
日向佐兵衛（聲：柴田秀勝）
日向家現任當主。
綾女（聲：桑谷夏子）
佐兵衛的側女。
小季（聲：緒方惠美）
勾司朗的妻子。本名不明。
日向克彥
勾司朗的父親及佐兵衛的兒子。

#### 枸雅家
枸雅紫音
匡平与诗绪的堂姐。眼镜娘。操纵迦丧建角。
枸雅蒼也
紫音的哥哥。
枸雅清方（聲：千田光男）
枸雅的現任當主。匡平等人的祖父。
枸雅將征
清方的側近。蒼也與紫音的父親。
枸雅泰之（聲：今村直樹）
匡平等人的父親。將征的弟弟以及清方的兒子。
枸雅日都美（聲：谷口佳子）
泰之的妻子。
枸雅篤史（聲：三宅健太）
故人。阿幾的異母兄。元・暗密刀之隻。

#### 器師
专门负责检查维修案山子的一族。
杣木靄子（聲：高垣彩陽）
器师的女孩，匡平的同学。虽然正值做梦的年纪，可是一切还得看父亲。据本人说因为村子里没有像样的男孩所以至今没有男朋友，其实心里暗恋着阿几，为了获得阿几的消息而与勾司朗、桐生来到东京，真昼动乱后为了修理玖吼理而回到村子，并且意外的见到了回到村中找她的阿几。
杣木由良子（聲：山口理惠）
霭子的妹妹，对诗绪很是溺爱，营救桐生行动已经可以独当一面。
爺爺
器师的头领，霭子的爷爷。声音很小，所以会让霭子代为转达。

#### 其他
瀨能千波野
到空守村赴任的教师，跟匡平、阿几有着密切关系的重要人物。
平城毅（聲：堀内賢雄）
空守村首位国会议员，在枸雅家、日向家的对立面暗中活跃。
下山（聲：坪井智浩）
平城的秘书。匡平的高中同学。

### 東京的居民
空張久羽子（聲：澤城美雪）
日日乃的朋友，N大学「真·科学社」的社长。很讨厌无聊的世界，追求着有趣而混乱的非一般生活，有着破坏欲望的快乐主义者。
因为学校要强制撤走真·科学社，打算将社办设成笼城的时候，遇上玖吼理，自此迷上了案山子。
之后在偶然下成功抓获阿几，虽然反而被他软禁，可是由于利害关系一致，两人就这样一起生活下去，因为阿几而被卷入真昼动乱事件受到警方调查，找到村子打算潜入，发现了昏迷的日日乃后，帮助日日乃救出匡平一起潜入神社，在神社内部发出骚动。
空張恭助
久羽子的刑警父亲。基本上跟女儿一个德性。以独特的直觉，调查着匡平他们。
史場慎吾（聲：桐本琢也）
日日乃的父親。喫茶店「Medtner」店長。
下尾透
母親是空守村出身的少年。從仙台搬過來。
小詩（聲：仙台惠理）
日日乃大学裡的女性友人。
藤間（聲：增田裕生）
匡平大学裡的友人。

### 案山子
玖吼理
隻：匡平(六年前卸任)→诗绪(在與禍津妃一戰後操縱不能)→匡平(與禍津妃一戰時無意奪取玖吼理的操縱權)→诗绪(經正式的繼承儀式再度繼承操縱權，現任)
久羽子形容它是「超大的木偶怪物」。
头上有一对像是双马尾的手，武器有右手内以特殊金屬製成的刀子，和头部放出的光线，以及左手內的三神器之一，八咫鏡(可吸收能量，經增幅後射出)。唯一可使用八咫鏡的隻只有匡平。
名字的由来是菊理媛神。
暗密刀
隻：阿几(在八年前与天照素战斗後卸任)→笃史→阿几(六年前於笃史操纵时夺取操纵权，现任)
以双臂上安装的两把巨大镰刀当武器，平时会收起来的。
名字的由来是暗御津羽神。
宇輪砲
隻：勾司朗(现任)
拥有其他案山子所不具备的瞬间移动能力，故此有着『百发百中的「宇轮砲」』这个别名。
名字的由来是上筒之男命。
武未禍槌
隻：桐生(现任)→真昼(經正式的繼承儀式繼承操縱權)
能够放出电击。
名字的由来是建御雷之男神。
禍津妃
隻：真昼(禍津妃被擊破而無法再行動)
通过张开附有螺栓的特殊绳索，变成可以切断精神波的结界，结界内的案山子会无法行动。
在狂暴後与玖吼理一战中被击破。
名字的由来是祸津日神。
迦喪建角
隻：紫音（现任）→匡平(匡平奪取迦喪建角的操縱權)
样子像是巨大的雀鸟，拥有媲美飞机的飞行能力。
装有拘束具，若拆卸後可变化成八咫鸟模式，由於一般的隻不能控制此模式而被封印。
名字的由来是贺茂建角身命。
火官土
隻：曉（现任）
利用装置在外表的炮台进行炮击战，炮台可脱离本体对目标进行多方向的射击，但此时炮台的弹数将有限制。
天照素
传说中消失的两个案山子的其中一个，以四足移动。
会試圖吸收附近强大的隻(例如：阿幾、桐生)以强化自身能力。
不知为何能够通过吞噬人心，无需隻也能够行动。是唯一拥有自我修复的案山子，即使被粉碎至粉尘，也可以自我修复。
匡平、阿几、真昼过去对付过的案山子，三人合力仍不能击破天照素，最後在危机时匡平利用玖吼理左手的特殊武装─八咫镜将其消灭。
彌隈利

常絕
传说中消失的两个案山子的其中一个，据说曾与天照素战争後行踪不明，能力不明。现已证实被日向家藏匿起来的不是天照素，而是常绝。能力其一是复制对方样貌，曾一度伪装成天照素的样子，但已被匡平与诗绪合力打败。现变成日日乃的形态，试图吸收匡平和阿几以强化自身能力，後在試圖吸收阿几時因被勾玉強化的暗密刀阻擋和自身損害過大無法修復而崩壞。後遺留強化裝置劍。

## 用語
空守村
匡平等人的故乡。位于N县K郡。位置相当偏僻，空张表示「还有国道经过才是奇迹」。
人口稀少，非常封闭，有着将「案山子」当成神来祭祀的奇妙传统。村中的「枸雅家」和「日向家」享有特权，由这两家采取合议制共同管理营运的「御社」，负责管理案山子，以及选拔隻并授予其资格。
案山子
在空守村中当成「神」一般存在来祭祀的人偶。由村中的御社负责管理。
无法单独行动，不过只要由称为「隻」的资格者放入灵魂就可以操纵。拥有强大的能力，可以作空间移动和穿过物体，根据种类的不同还能放出电击和放射光线等等。世世代代就用来完成村中的土木工程，或者击退入侵的外敌。
有着不同的种类，案山子都有着不同的名字和能力。虽然被认为是「神的蛻殼」，但是其起源和真面目，是否真正的神之类问题一概不明。
案山子的名字皆取自于日本神话中众神之名。
隻
空守村里拥有操纵案山子资格的人。也有着职称，立场上就跟神职类似。
能够操纵案山子的只有枸雅家和日向家的人，故此隻也仅限于这两家。担任期间一般为小学到30岁前后。
作者原案是参考大野安之的。
神血

枸雅家·日向家

## 出版書籍
| 冊數 | 集英社        | 集英社                 | 青文出版社     | 青文出版社             |
| 冊數 | 發售日期      | ISBN                   | 發售日期       | ISBN／EAN              |
| ---- | ------------- | ---------------------- | -------------- | ---------------------- |
| 1    | 2007年7月19日 | ISBN 978-4-09-157097-0 | 2007年12月30日 | ISBN 978-968-209-212-5 |
| 2    | 2008年3月19日 | ISBN 978-4-09-157126-7 | 2008年7月20日  | ISBN 978-968-209-506-5 |
| 3    | 2008年9月19日 | ISBN 978-4-09-157149-6 | 2008年12月25日 | ISBN 978-986-209-690-1 |
| 4    | 2009年1月19日 | ISBN 978-4-09-157159-5 | 2009年4月25日  | ISBN 978-986-209-830-1 |
| 5    | 2009年7月17日 | ISBN 978-4-09-157183-0 | 2009年11月25日 | ISBN 978-986-256-078-5 |
| 6    | 2010年2月19日 | ISBN 978-4-09-157200-4 | 2010年4月25日  | ISBN 978-986-256-259-8 |
| 7    | 2010年7月17日 | ISBN 978-4-09-157226-4 | 2010年11月2日  | ISBN 978-986-256-492-9 |
| 8    | 2011年2月18日 | ISBN 978-4-09-157256-1 | 2011年6月13日  | ISBN 978-986-256-814-9 |
| 9    | 2011年7月19日 | ISBN 978-4-09-157280-6 | 2012年2月1日   | ISBN 978-986-310-060-7 |
| 10   | 2012年3月19日 | ISBN 978-4-09-157302-5 | 2012年8月20日  | ISBN 978-986-310-292-2 |
| 11   | 2012年9月19日 | ISBN 978-4-09-157320-9 | 2013年3月9日   | ISBN 978-986-310-523-7 |
| 12   | 2013年4月19日 | ISBN 978-4-09-157339-1 | 2014年11月6日  | EAN 471-8016-01059-8   |

## 電視動畫
2010年7月宣布製作電視動畫，2011年7月開始播放。

### 製作人員
- 原作 - 山村哉
- 監督 - 岸誠二
- 監督助理 - 菅原靜貴
- 系列構成・腳本 - 上江洲誠
- 人物設定 - 森田和明
- 總作畫監督 - 本橋秀行
- 道具設計 - 小川浩
- 美術監督 - 宮越歩
- 色彩設定 - 伊東さき子
- 撮影監督 - 大熊義明
- 音響監督 - 岸誠二、高寺雄
- 音響制作 - HALF H・P STUDIO
- 音樂 - 西田マサラ、石川智晶
- 音樂制作 - Flying DOG
- 動畫制作 - Brain's Base
- 製作 - 案山子保存協會（Media Factory、小學館、東京電視台、AT-X、Flying DOG、索尼音樂傳播）

### 動畫主題曲
- 主題曲
  - 編曲：西田マサラ
  - 作詞・作曲・歌：石川智晶

- 片尾曲
  - 編曲：西田マサラ
  - 作詞・作曲・歌：石川智晶

- 插入曲（第7話）
  - 編曲：西田マサラ
  - 作詞・作曲・歌：石川智晶

### 各話列表
| 話數     | 日文標題 | 中文標題       | 腳本     | 分鏡            | 演出       | 作畫監督                   |
| -------- | -------- | -------------- | -------- | --------------- | ---------- | -------------------------- |
| 第一話   |          | 神明降临       | 上江洲誠 | 岸誠二 平井義通 | 菅原静貴   | 本橋秀之 東美帆            |
| 第二話   |          | 神明的特訓     | 上江洲誠 | 平井義通        | 名村英敏   | 筆坂明規 小林利充          |
| 第三話   |          | 來者何人…      | 上江洲誠 | 後藤圭二        |            | 本橋秀之 東美帆            |
| 第四話   |          | HERMA          | 上江洲誠 | 西澤晉          | 小坂春女   | 本橋秀之                   |
| 第五話   |          | 返鄉…          | 上江洲誠 | 篠原俊哉        | 小坂春女   | 本橋秀之                   |
| 第六話   |          | 空守村         | 上江洲誠 | 後藤圭二        | 古谷田順久 | 青野厚司                   |
| 第七話   |          | 追憶的肖像     | 上江洲誠 | 大宙征基        | 菅原靜貴   | 本橋秀之                   |
| 第八話   |          | 神明的職責     | 上江洲誠 | 平井義通        | 柳瀨雄之   | 館崎大                     |
| 第九話   |          | 因緣的漩渦     | 上江洲誠 | 篠原俊哉        |            | 本橋秀之                   |
| 第十話   |          | 美姬、繚亂     | 上江洲誠 | 大宙征基        | 古谷田順久 | 才木康寬 中野圭哉 本橋秀之 |
| 第十一話 |          | 被禁錮的日日乃 | 上江洲誠 | 後藤圭二        | 小坂春女   | 本橋秀之                   |
| 第十二話 |          | 失控           | 上江洲誠 | 菅原静貴        | 菅原静貴   | 本橋秀之                   |
| 第十三話 |          | 隻·枸雅匡平    | 上江洲誠 | 後藤圭二        | 菅原静貴   | 本橋秀之                   |

### 播放電視台
日本深夜動畫：下文記載的日本国内播放時間使用日本標準時間（UTC+9）表示。因為部分時間标识會採用30小时制，因此請留意这类超过24:00的时间，其實際播放時間為翌日清晨。
| 播放地區   | 播放電視台 | 播放日期                | 播放時間                              | 所屬電視網 |
| ---------- | ---------- | ----------------------- | ------------------------------------- | ---------- |
| 關東廣域圈 | 東京電視台 | 2011年7月5日 - 9月27日  | 星期二 25時30分 - 26時00分            | 東京電視網 |
| 日本全域   | AT-X       | 2011年7月6日 - 9月28日  | 星期三 11時00分 - 11時30分 （有重播） | 衛星電視   |
| 愛知縣     | 愛知電視台 | 2011年7月8日 - 9月30日  | 星期五 26時30分 - 27時00分            | 東京電視網 |
| 大阪府     | 大阪電視台 | 2011年7月8日 - 9月30日  | 星期五 26時35分 - 27時05分            | 東京電視網 |
| 日本全域   | ShowTime   | 2011年7月11日 - 10月3日 | 星期一 12:00 更新                     | 網路電視   |
| 日本全域   | NICONICO   | 2011年7月17日 - 10月9日 | 星期日 24:00更新                      | 網路電視   |

## 外部連結
- http://websunday.net/gx/kamisama/ （页面存档备份，存于）（日語）
- （日語）
- （日語）